# Карен Морлі
Карен Морлі (англ. Karen Morley, при народженні Мілдред Лінтон (англ. Mildred Linton); 12 грудня 1909 — 8 березня 2003) — американська акторка.

## Біографія
Народилася і виросла в місті Оттамва, штат Айова. У 13 років переїхала в Лос-Анджелес, де закінчила Голлівудську середню школу, а потім Каліфорнійський університет.
Акторську кар'єру вона почала з театру в Пасадені, де її помітив голлівудський режисер Кларенс Браун, який шукав дублерку для Грети Гарбо. Після підписання контракту з «MGM» пішли ролі у фільмах «Мата Харі» (1931), «Обличчя зі шрамом» (1932), «Маска Фу Манчу» (1932), «Арсен Люпен» (1933) і «Обід о восьмій» (1933). Після того, як в 1934 році акторка покинула студію, вона стала рідше з'являтися на великому екрані. Останньою помітною картиною за участю Морлі стала чергова екранізація роману Джейн Остін «Гордість і упередження» в 1940 році. Її кар'єра остаточно завершилась в кінці 1940-х, коли акторку викликали на допит в Комісію з розслідування антиамериканської діяльності і вона відмовилась давати будь-які коментарі про свою причетність до Комуністичної партії США та потрапила в «Чорний список Голлівуду». У 1954 році безуспішно балотувалася на посаду віце-губернатора Нью-Йорка від Американської лейбористської партії.
Надалі вона повернулася до акторської кар'єри лише в середині 1970-х, зігравши кілька невеликих ролей на телебаченні. У 1999 році вона дала інтерв'ю, а також взяла участь у фотосесії для журналу «Vanity Fair», присвяченої живим на той момент зіркам з голлівудського чорного списку.

## Особисте життя
Морлі була у двох шлюбах. Від першого чоловіка, режисера Чарльза Відора (з 1932 по 1943), народила сина Майкла. Відразу після розлучення одружилася з актором Ллойда Гофа, з яким прожила до його смерті в 1984 році.

## Смерть
Померла в березні 2003 року від пневмонії у віці 93 років.

## Вибрана фільмографія
- 1931 — Незнайомці можуть поцілуватися / Strangers May Kiss — компаньйон для обіду
- 1931 — Усміхнені грішники / Laughing Sinners — Естель Селдон
- 1931 — Політика / Politics — Міртл Бернс
- 1931 — Гріх Мадлон Клоде / The Sin of Madelon Claudet — Еліс Клоде
- 1931 — Мата Харі / Mata Hari — Карлотта
- 1932 — Ви слухаєте? / Are You Listening? — Еліс Граймс
- 1932 — Обличчя зі шрамом / Scarface — Поппі
- 1932 — Маска Фу Манчу / The Mask of Fu Manchu — Шейла Бартон
- 1932 — Арсен Люпен / Arsène Lupin — Соня
- 1932 — Плоть / Flesh — Лора Неш
- 1933 — Обід о восьмій / Dinner at Eight — Люсі Талболт, дружина Вейна Талбота
- 1937 — Вигнанець / Outcast — Маргарет Стівенс
- 1940 — Гордість і упередження / Pride and Prejudice — Шарлотта Коллінз